# NGC 1003
NGC 1003 (również PGC 10052 lub UGC 2137) – galaktyka spiralna (Sc), znajdująca się w gwiazdozbiorze Perseusza. Odkrył ją William Herschel 6 października 1784 roku.
W galaktyce tej zaobserwowano do tej pory jedną supernową – SN 1937D.